# Siegfried Gehrke
Siegfried Gehrke (* 8. Februar 1965 in Schwäbisch Hall) ist ein ehemaliger deutscher American-Football-Spieler und -Trainer.

## Laufbahn
Gehrke wuchs in der Stadtheide in Schwäbisch Hall auf, während seiner Kindheit brannte sein Elternhaus ab, seinen Vater verlor er früh, als dieser nach einer Herztransplantation starb. Nach dem Erlangen der Hochschulreife am Gymnasium bei St. Michael ging Gehrke zum Studium (Englisch und Sport für das Lehramt) an die Ruprecht-Karls-Universität Heidelberg. Später bildete er sich zum Lehrer für das Fach Ethik fort und wurde Mitglied des Lehrkörpers der Kaufmännischen Schule in Hall. Gehrke, der als Jugendlicher Fußball gespielt hatte, war 1983 Mitgründer der American-Football-Abteilung in der Turn- und Sportgemeinde (TSG) Schwäbisch Hall 1844. Er spielte von 1984 bis 1990 für Schwäbisch Hall in der ersten sowie zweiten Football-Bundesliga und kam auf mehreren Positionen (insbesondere Quarterback, Tight End, Center) zum Einsatz. Gleichzeitig brachte sich Gehrke ab 1985 als Jugendtrainer in die Nachwuchsarbeit des Vereins ein. 1991 trat er das Cheftraineramt der Schwäbisch Hall Unicorns, der TSG-Herrenmannschaft, an. In den ersten Amtsjahren stand Gehrke teils noch als Spielertrainer auf dem Feld. 1995 führte er die Mannschaft zum Regionalliga-Aufstieg, 1996 gelang unter seiner Leitung der Sprung in die 2. Bundesliga sowie 2000 in die GFL, die höchste deutsche Spielklasse.
2011 und 2012 gewann Gehrke mit Schwäbisch Hall die deutsche Meisterschaft, 2014, 2015 und 2016 wurde man Vizemeister. 2015 führte er die Mannschaft in den Eurobowl, dort verlor man allerdings gegen Braunschweig. Zwischen dem ersten GFL-Jahr 2001 und 2016 verpassten die Unicorns unter Gehrkes Führung die Meisterrunde nur einmal. Im Oktober 2016 gab Gehrke seinen Entschluss bekannt, nach 26-jähriger Amtszeit als Cheftrainer der Schwäbisch Hall Unicorns zurückzutreten. Gehrke erreichte als Cheftrainer in der GFL insgesamt 150 Siege, 56 Niederlagen und sieben Unentschieden. Sein Nachfolger wurde Jordan Neuman. Gehrke, der als „der nimmermüde Motor der TSG-Abteilung“ sowie „Unicorns-Legende“ bezeichnet wurde, blieb dem Verein als Sportdirektor erhalten. 2023 wurde er wieder Mitglied des Trainerstabs und für die Spieler mit Sonderaufgaben zuständig.